# Amministrazione militare britannica della Somalia
L'Amministrazione militare britannica della Somalia o (BMAS) è stata l'amministrazione militare del Regno Unito dal 1941 sulla Somalia britannica e dal 1945 sulla Somalia italiana. Nel 1950 diventò l'Amministrazione fiduciaria italiana della Somalia.

## Storia
Durante la seconda guerra mondiale l'Impero britannico occupò la Somalia italiana e la amministrò parallelamente alla Somalia britannica. 
Di fronte alla crescente pressione politica italiana ostile al mantenimento del mandato britannico e alle aspirazioni di indipendenza somale, i somali e gli inglesi vennero a vedersi come alleati. Nel 1945 si tenne la Conferenza di Potsdam, dove si decise di non restituire la Somalia italiana al Regno d'Italia e che il territorio sarebbe stato sotto l'amministrazione militare britannica. 
Come risultato del fallimento da parte degli Alleati di concordare cosa fare con le ex colonie italiane, la ribellione nazionalista somala contro l'amministrazione coloniale italiana culminò con l'eccidio di Mogadiscio nel 1948. 
Nel novembre 1949, l'Organizzazione delle Nazioni Unite decise infine di concedere all'Italia l'amministrazione fiduciaria della Somalia a partire dal 1950.